# Teremi Trixi
Teremi Trixi (Kaposvár, 1971. augusztus 18. –) Kálmán Imre-díjas magyar színésznő. Remek tánc- és énektudású színművésznő, szubrett. Ez idáig legfiatalabbként díjazott Bársony Rózsi Emlékgyűrűs. A Rátonyi Róbert Színház megalapítója, művészeti vezetője. Férjezett (férje: Hábel Ferenc táncművész), két gyermek édesanyja.

## Élete
A Színház- és Filmművészeti Egyetem elvégzése (1989 - 1993) alatt már szerződtette a Budapesti Operettszínház (1990-2001), ahol 19 évesen debütált Lehár Ferenc A mosoly országa című operettjének „Mi” szerepében. Többször fellépett Japánban, Kínában, az Amerikai Egyesült Államokban, Kanadában, Izraelben és Európa országaiban. Több mint 200 külföldi turnén vett részt. 9 éven át volt a belgiumi Vlaams Musik Theater tagja.
2001. augusztus óta „szabadúszó” művészként dolgozik. Darabszerződések kötötték a Miskolci Nemzeti Színházhoz, a budapesti József Attila Színházhoz, a Soproni Petőfi Színházhoz, a Győri Nemzeti Színházhoz, a Zalaegerszegi Hevesi Sándor Színházhoz, a Szegedi Nemzeti Színházhoz, a Békéscsabai Jókai Színházhoz, a Veszprémi Petőfi Színházhoz, a Turay Ida Színházhoz és a tatabányai Jászai Mari Színházhoz. Kovács Józsefnek, az Interoperett társulatának alapítójának a haláláig tagja volt ennek a társulatnak is, amely a január 1-jén a televízióban közvetített Újévi gáláiról vált híressé.
2020-ban alapította meg a Rátonyi Róbert Színházat, melynek művészeti vezetője, tulajdonosa.

## Szerepei
- Daniel Auber-Kocsák Miklós : Fra Diavolo -Zerlina (Ódry Színpad)
- Lehár Ferenc: Mosolyországa - Mi (Budapesti Operett Színház, Miskolci Nemzeti Színház, Békéscsabai Jókai Színház)
- Kálmán Imre: Marica Grófnő - Liza (Budapesti Operett Színház, Miskolci Nemzeti Színház, Szegedi Nemzeti Színház, Rátonyi Róbert Színház)
- Szirmai Albert: Mágnás Miska - Marcsa (Budapesti Operett Színház, Rátonyi Róbert Színház)
- Kálmán Imre: Csárdáskirálynő – Stázi (Budapesti Operett Színház, Szegedi Nemzeti Színház, Miskolci Nemzeti Színház)
- Kálmán Imre: Cirkuszhercegnő – Miss Mabel (Budapesti Operett Színház)
- Nagymama – Piroska (Budapesti Operett Színház)
- Lehár Ferenc:Víg Özvegy – Olga,Valencienne (Budapesti Operett Színház, Turay Ida Színház)
- Csemer-Szakcsy: Dobostorta – Szeréna (Budapesti Operett Színház)
- Lehár Ferenc: Cigányszerelem – Jolánka (Művészház )
- Ábrahám Pál: Bál a Savoyban – Daisy Parker (Békéscsaba Jókai Színház)
- William Shakespeare: Tévedések Vígjátéka – Luca (Madách Színház)
- Kálmán Imre: Cigányprímás – Sárika (Békéscsabai Jókai Színház)
- Békeffi István: Kölcsönkért kastély – Koltay Kató (Turay Ida Színház)
- Noël Coward: Mézeshetek – Szibill (Turay Ida Színház)
- Potyautas – Marianne (Turay Ida Színház)
- Eisemann Mihály: Zsákbamacska – Kovács Sári (Budapesti Operett Színház, Turay Ida Színház)
- Hervé: Nebáncsvirág – Mariann, Denise (Budapesti Operett Színház)
- Jacobi Viktor: Sybill – Charlotte (Budapesti Operett Színház, Tatabányai Jászai Mari Színház, Rátonyi Róbert Színház)
- Árahám Pál: Viktória – Riqette (Békéscsabai Jókai Színház)
- Kálmán Imre: A montmartre-i ibolya – Violetta (Budapesti Operett Színház, Győri Nemzeti Színház, Zalaegerszeg Hevesi Sándor Színház)
- Lehár Ferenc: Luxemburg grófja – Juliette (Budapesti Operett Színház)
- Kellér Dezső: Szabin nők elrablása – Etelka (Tatabánya Jászai Mari Színház, Soproni Petőfi Színház)
- Dostal: Magyar Menyegző – Etelka (Békéscsabai Jókai Színház)
- Kálmán Imre: Bajadér- Marietta (Békéscsabai Jókai Színház)
- Huszka Jenő: Mária Főhadnagy – Panni (Szegedi Nemzeti Színház, József Attila Színház)
- Nóti Károly–Nemlaha György: Maga lesz a férjem – Veronika (Turay Ida Színház)
- Ken Ludwig: Káprázatos Kisasszonyok – Ódry (Turay Ida Színház)
- Örkény István: Macskajáték – Ilus (Turay Ida Színház)
- Johann Strauss d. S.: Bécsi vér – Pepi Pleininger (Veszprémi Petőfi Színház)
- Johann Strauss: Egy éj Velencében – Chiboletta (Operettvilág Kft)
- K. Halász Gyula-Eisemann Mihály: Fiatalság, Bolondság – Dömsödi  Babszi
- Hol van az a nyár – Turay Ida (Turay Ida Színház)
- Stephane Laporte: Pánik a fedélzeten – Madeleine (Gergely Theater)
- Thomas Jorda – Pavel Singer: Hamupipőke – Lily (Játékszín)